# Squamidium macrocarpum
Squamidium macrocarpum är en bladmossart som beskrevs av Brotherus 1906. Squamidium macrocarpum ingår i släktet Squamidium och familjen Meteoriaceae. Inga underarter finns listade i Catalogue of Life.